# 2948 Amosov
A 2948 Amosov (ideiglenes jelöléssel 1969 TD2) a Naprendszer kisbolygóövében található aszteroida. Ljudmila Ivanovna Csernih fedezte fel 1969. október 8-án.